# Jan Bebel
Jan Bebel (ur. 13 marca 1953 w Nowej Soli zm. 26 lipca 2022) – polski artysta fotografik, specjalizujący się w zdjęciach muzyków jazzowych oraz zajmujący fotografią reportażową, pejzażem, portretem.

## Życiorys
Pochodził z Głogowa, gdzie niegdyś prowadził galerię autorską, pracował w BWA w Zamku Książąt Głogowskich oraz prowadził klub fotograficzny. Od przeszło 20 lat mieszkał na Mazowszu.
Największe uznanie i nagrody przyniosła mu fotografia o tematyce muzycznej. Pierwsze zdjęcia jazzowe zrobił na koncercie Davisa w 1983 r. W latach 80. specjalizował w fotografii czarno-białej. Fotografował na najważniejszych polskich imprezach jazzowych, m.in. Jazz Jamboree, Warsaw Summer Jazz Days.
Fotografie portretowe Bebela nasączone są ekspresją wynikającą z zanurzenia się w muzyce portretowanych postaci. Obrazy operują dużym kontrastem czerni i bieli, często oddają chwilowe gesty, emocje osób portretowanych, podkreślając ich charakter. Artysta pracował nad zdjęciami w ciemni, wyciągając z nich światło w kontraście do ciemnych barw tła. Dużą wagę przywiązywał do cichego zachowania zwłaszcza podczas koncertów, co wpływa na dobór sprzętu fotograficznego. Ważne dla niego jako fotografika było, by nie przeszkadzać muzykom podczas gry.
Obok zdjęć światowych gwiazd muzyki jazzowej, takich, jak Miles Davis, Didier Lockwood, Anthony Braxton, Al Jarreau portretował także postaci świata kultury, m.in. Magdaleny Abakanowicz, Marka Nowakowskiego i innych. Jego prace można było oglądać na wystawach w Japonii, Jugosławii, Holandii, Wielkiej Brytanii, Izraelu, Szwecji oraz we Francji. Współpracował z wieloma znanymi czasopismami o tematyce muzycznej, Jazz Forum, i in. Artysta fotografował wyłącznie aparatami jednej marki Olympus. Mieszkał w Milanówku.
Drugą pasją Jana Bebela, nierozerwalnie związaną z fotografowaniem, było kolekcjonowanie płyt głównie analogowych z muzyką jazzową, muzyką klasyczną, współczesną, muzyką dawną, operową, jazzem awangardowym, bluesem.
Otrzymał honorowe obywatelstwo Głogowa w 2015 roku.
Pochowany w Milanówku.

## Nagrody
33 nagrody i wyróżnienia w konkursach w Polsce i za granicą, m.in.:
- 1984 – nagroda specjalna na „Jazz Photo”[10]
- 1985 – srebrny i brązowy medal na „Opus 85”, nagroda specjalna na „Jazz Photo”
- 1986 – I nagroda w konkursie „Taniec w fotografii”
- 1987 – Grand Prix i złoty medal na „Opus 87”
- 1988 – Nagroda w dziedzinie fotografii muzycznej "Diamond Awards" w Antwerpii w kategorii "Fotografia najlepiej oddająca atmosferę koncertu" za zdjęcie "Polski Blues" wykonane w Głogowie nad Odrą[5]
- 1989 – srebrny medal w konkursie „Patologie społeczne”, nagroda specjalna na „Jazz Photo”

## Wybrane wystawy
Miał w swoim dorobku ponad 20 wystaw indywidualnych, m.in.:
- 2007 – "Jazz na fotografiach i na żywo", Galeria luxfera, Warszawa[3]
- 2007 – Wystawa zdjęć Jana Bebela - Akwarela Café, Lublin w ramach "Projekt muzyczny "Duety"[11]
- 2010 – Wystawa fotografii jazzowej w galerii Miejskiego Ośrodka Kultury w Głogowie Wielkopolskim[4].
- 2014 – Wystawa czarno-białych fotogramów w Muzeum Głogowskim[6]